# Crol

Estil crol.

El crol (de l'anglès: crawl) és un estil de natació que consisteix que un dels braços del nedador es mou en l'aire amb el palmell cap avall disposat a ingressar a l'aigua, i el colze relaxat, mentre l'altre braç avança sota l'aigua. Les cames es mouen d'acord amb el que en els últims anys ha evolucionat com puntada oscil·lant, un moviment alternatiu dels malucs amunt i avall amb les cames relaxades, els peus cap a dins i els dits en punta. Per cada cicle complet de braços tenen lloc de dos a vuit puntades oscil·lants. En aquest estil és molt important respirar de la manera adequada.

## Història
El crol s'ha emprat des de l'antiguitat. En el món occidental, el crol va ser vist, en primer lloc, en una competició que es va donar cita a Londres el 1844, on va ser nedat per indis americans, que van guanyar fàcilment als nedadors britànics que usaven l'estil braça. No obstant això, els cavallers anglesos van considerar que aquest estil, amb els seus relativament grans esquitxades, era «no-britànic».
John Arthur Trudgen va aprendre el crol dels indis americans durant un viatge a Sud-amèrica en algun moment entre 1870 i 1890 (hi ha un debat sobre la data exacta, però es creu que va ser en 1873). Tanmateix, Trudgen va usar per error la puntada de tisora, que era la que més s'usava a Gran Bretanya per a la braça, en comptes de la de batut, que era usada pels indis americans. A aquest estil híbrid se li va anomenar Trudgen i es va popularitzar ràpidament per la seva velocitat.
L'estil Trudgen va ser millorat per Richard (Fred, Frederick) Cavil, nedador i professor de natació australià de procedència britànica. Igual que Trudgen, va observar als nadius de les Illes Salomó fent servir el crol. Però a diferència de Trudgen, va observar la puntada de batut i la va estudiar en detall. Aquest estil Trudgen modificat, semblant a l'estil original dels indis americans, va ser denominat «crol australià». El 1950 es va escurçar el seu nom per acabar anomenant-lo simplement «crawl» (crol), encara que tècnicament és conegut com a crol frontal encara que normalment se l'anomena «lliure» o en anglès freestyle. Aquest estil s'utilitza avui dia amb modificacions menors.

## Velocitat i ergonomia
La màxima velocitat que ha aconseguit un nedador en el crol frontal fins al moment ha estat d'uns 2 metres per segon (uns 7 km per hora). Mentre la papallona té una velocitat punta més alta en una part del seu cicle a causa de la doble tracció dels braços, la velocitat mitjana és lleugerament menor. Les distàncies en l'estil crol són 50 m, 100 m, 200 m, 400 m, 800 m, 1500 i 3000 m, sent la prova més extensa en aquest estil.
La posició del pit permet major flexibilitat del braç en l'aigua en comparació amb la braça, i la recuperació dels braços per sobre de l'aigua redueix l'arrossegament, en comparació amb la recuperació aquàtica de la braça.

## Competicions
Actualment, el crol frontal està regulat oficialment per la FINA.
Algunes de les competències són:
50 m (masculí i femení)
100 m (masculí i femení)
200 m (masculí i femení)
400 m (masculí i femení)
800 m (femení)
1500 m (masculí)
4×100 m
4×500 m